# 高州 (四川)
高州，唐朝时设置的州。
开元以后置高州，治所在今四川省高县南，为羁縻州。属泸州都督府。北宋熙宁八年（1075年）废高州。元朝至元十七年（1280年）复置高州，治所在今四川省高县北。属叙州路。明朝洪武初移治今高县，洪武五年（1372年）降为高县，属叙州府。正德十三年（1518年）复升为高州，清朝顺治初年，又改高县。 